# Pleurospermopsis sikkimensis
Pleurospermopsis sikkimensis är en flockblommig växtart som först beskrevs av Charles Baron Clarke, och fick sitt nu gällande namn av C.Norman. Pleurospermopsis sikkimensis ingår i släktet Pleurospermopsis och familjen flockblommiga växter. Inga underarter finns listade i Catalogue of Life.